# Transporte de Cantabria
Transporte de Cantabria es una institución pública propiedad del Gobierno de Cantabria que gestiona, a través de concesiones, autbobuses de cercanías en el Área Metropolitana de Santander, y autobuses metropolitanos y regionales por toda la comunidad.
Además ofrece una tarjeta si contacto que se puede usar en los propios autobuses (gestionados por ALSA), en los autobuses urbanos de varias ciudades de la comunidad, en la red de cercanías y en algunos transportes vía marítima en la Bahía de Santander.

## Tarjeta sin contacto
Transporte de Cantabria gestiona una tarjeta sin contacto con tres monederos separados que se pueden usar en numerosos sistemas de transporte público. No tiene límite de carga, pero no se pueden cargar abonos (como los Abonos Renfe para cercanías o media distancia, para los cuales será necesario una tarjeta Renfe&Tú).
Transporte de Cantabria está trabajando en una nueva tarjeta con monedero único, llamada TITC (tarjeta interoperable transporte de Cantabria) la cual ya está disponible para niños y jóvenes, haciendo los viajes en autobús autonómino gratuitos para los primeros y con un 55% de descuento para los segundos. La tarjeta TITC puede adquirirse en las estaciones de autobuses de Santander y Torrelavega, pudiéndose cargar en estos lugares y por la página web. Las tarjetas TITC con modalidad anónima o para el resto de personas estarán disponibles en octubre. Además, próximamente esta tarjeta podrá ser utilizada para pagar en los transportes urbanos de diferentes ciudades cántabras, así como en Renfe, pero este último ya en 2026. 
En conjunto con la implantación de la tarjeta TITC, el Gobierno de Cantabria está trabajando en la creación de un nuevo mapa concesional de las líneas de transporte por carretera, junto con la posible creación de zonas tarifarias (actualmente se paga por kilómetro, o tarifa fija en los autobuses cercanías). Actualmente, todas las concesiones están caducadas (esto supone un riesgo porque las empresas podrían dejar de prestar servicio en cualquier momento). También se asumirán líneas que actualmente están en manos del Estado, y con rutas más apropiadas a las necesidades actuales de Cantabria, ya que las anteriores son muy antiguas. 

## Página web
Transporte de Cantabria cuenta con una página web e la que se pueden ver horarios y líneas de autobuses, trenes, barcos e incluso aviones que circulen por la comunidad.
Aparte, desde esta página web se puede ver información detallada sobre la tarjeta sin contacto, e incluso cargarla.